# Vinzenz Schumy
Vinzenz Schumy (* 28. Juli 1878 in Saak, Nötsch im Gailtal als Vinzenz Schumi; † 13. Dezember 1962 in Wien) war ein österreichischer Politiker des Landbundes und nach 1945 der ÖVP.

## Leben
Vinzenz Schumy war der uneheliche Sohn des Land- und Gastwirts Georg Schumi und dessen späterer Ehefrau Gertraud (geborene Makoutz; auch Gertrud Makouc; † 1886). Seine Eltern heirateten wenige Wochen nach seiner Geburt, wodurch Vinzenz legitimiert wurde.
Er war römisch-katholisch und heiratete am 12. Oktober 1904 Juliane Schellander (* 6. Mai 1881; † 10. Dezember 1915). Aus der Ehe ging ein Sohn und eine Tochter hervor. Nach dem Tod der ersten Ehefrau heiratete er 1921 in zweiter Ehe Friederike „Fritzi“ Schneider. Aus dieser Ehe ging eine Tochter hervor.
Er besuchte die Volksschule und die Realschule in Klagenfurt. Danach studierte er am Polytechnikum Zürich und an der Hochschule für Bodenkultur in Wien. Während seines Studiums wurde er 1896 Mitglied der Burschenschaft Teutonia Zürich.
1904 bis 1911 war er Direktor der Landwirtschaftsschule Völkermarkt und Wanderlehrer. Von 1911 bis 1918 wirkte er als Landestierzuchtinspektor für Kärnten.
Nach dem Ersten Weltkrieg war er im Kärntner Abwehrkampf aufseiten des Heimatschutzes aktiv.
1919 war Schumy auch Mitglied der österreichischen Delegation, die den Friedensvertrag von St. Germain-en-Laye aushandelte. Von 1918 bis zum Ende der ersten Republik war Schumy Mitglied des Kärntner Landtages, 1923 bis 1927 war er auch Landeshauptmann von Kärnten.
1924 bis 1932 war er Bundesobmann des Landbundes, als dieser sich an der Regierung beteiligte, bekleidete Schumy von 4. Mai bis 26. September 1929 das Amt des Vizekanzlers und von 1929 bis 1930 beziehungsweise 1933 (also bereits im austrofaschistischen Ständestaat) war er Innenminister.
Zwischen 1932 und 1938 war er Anwalt des Verbandes landwirtschaftlicher Genossenschaften in Kärnten. In der nationalsozialistischen Zeit übte er von 1938 bis 1945 privatwirtschaftliche Tätigkeiten in Wien aus.
Nach dem Zweiten Weltkrieg schloss sich Schumy der ÖVP an, für die er von 1945 bis 1949 im Nationalrat saß. Daneben bekleidete er das Amt des Vizepräsidenten des österreichischen Bauernbundes und den Posten des Generalanwalts des Raiffeisenverbandes, den er bis zu seinem Tod 1962 innehatte.
Am 13. Dezember 1962 um 9:30 Uhr am Vormittag starb Schumy, der zuletzt in der Garnisongasse 6 in Wien-Alsergrund gelebt hatte, im Alter von 84 Jahren im AKH Wien.

## Auszeichnungen
- Ökonomierat 1937
- Ehrendoktorat der Hochschule für Bodenkultur in Wien 1951
- Raiffeisennadel in Gold 1955
- Großes Goldenes Ehrenzeichen für Verdienste um die Republik Österreich
- Ehrenbürger von sieben Gemeinden
- Klagenfurt: Schumy-Straße in St. Georgen am Sandhof

## Gedenktafeln

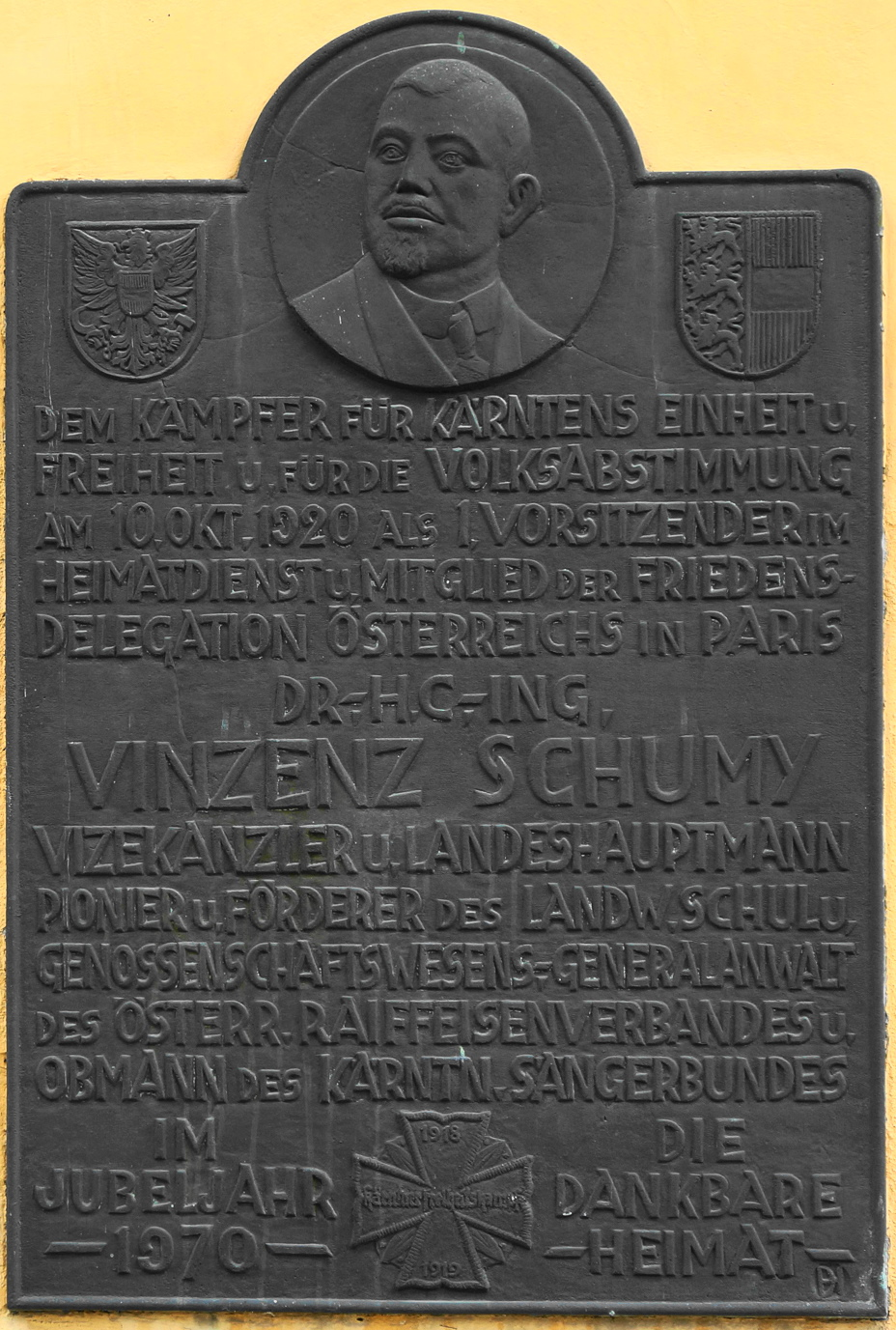
Gedenktafel in Arnoldstein

- Arnoldstein, Gailitz; Gasthof Schumy, Vinzenz Schumy Straße 2
- Sittersdorf, Miklautzhof 2; am neuen Platz direkt an der Seeberg Bundesstraße
- Wien I, Neuer Markt 2